# Sapropel
Sapropel ([zaproˑˈpeːl]; von altgriechisch σαπρός saprós, deutsch ‚faul, verfault‘ und altgriechisch πηλός pēlós, deutsch ‚Lehm, Tonerde‘) oder Faulschlamm entsteht unter natürlichen Bedingungen am Grund nährstoffreicher, stehender Gewässer durch die biochemische Umwandlung organischen Materials bei Abwesenheit von Sauerstoff. Zusammen mit von außen in das Gewässer eingetragenen Tonpartikeln bildet die umgewandelte organische Substanz schlammige Massen, die durch Metallsulfide grau bis tiefschwarz gefärbt sind. Faulschlämme können sich verfestigen und so ein Gestein bilden, den Sapropelit, der aufgrund des hohen Anteils an mineralischer Substanz zu den Akaustobiolithen, den nicht-brennbaren organogenen Sedimentgesteinen (Biolithen), zählt.
In der Bodenkunde ist der Sapropel ein Bodentyp aus der Klasse der subhydrischen Böden. In der internationalen Bodenklassifikation World Reference Base for Soil Resources (WRB) gehören die Sapropele zu den Gleysolen mit Subaquatic Qualifier.
In der Geologie werden sie mit anderen organikreichen Sedimenten unter dem Oberbegriff Mudden zusammengefasst. Sie gelten als ein frühes Stadium auf dem Weg der Umwandlung von Biomasse in fossile Brennstoffe, speziell in Erdöl und Erdgas.

## Entstehung
Bei einer schlechten Durchmischung des Bodenwassers mit höheren Wasserschichten, wie es in tiefen oder aus anderen Gründen sehr ruhigen Bereichen von Stillgewässern vorkommen kann, entsteht ein sauerstofffreies (anoxisches) und reduzierendes, sulfidisches (euxinisches) Milieu. Tote Lebewesen, die aus der Wassersäule zum Grund absinken, mehrheitlich einzellige Algen, werden nicht mehr vollständig zersetzt, sodass sich organisches Material im Hintergrundsediment (in der Regel Ton oder Silt) anreichert. Dieses mit organischem Material angereicherte Sediment heißt Faulschlamm. Nach seiner Verfestigung zu Sedimentgestein wird es Sapropelit genannt. Aufgrund der dunklen Färbung und ihrer geringen Korngröße werden fossile Faulschlämme jedoch meist als Schwarztonstein oder Schwarzpelit angesprochen. Für die dunkle Färbung sorgen fein verteilter Kohlenstoff und Eisensulfide, vor allem Pyrit. Zudem können Schwarzschiefer mit wertvollen Metallen, beispielsweise Kupfer, Uran und Vanadium, angereichert sein. Der Sauerstoffmangel am Gewässergrund und die geringe Wasserbewegung sorgen dafür, dass auch die Körper größerer Tiere nach dem Absinken zum Grund und der Einbettung in den Schlamm nur unvollständig zersetzt werden. Zudem werden Faulschlämme aufgrund der lebensfeindlichen Bedingungen nicht von komplexeren Lebewesen bewohnt (Endobenthos, Endofauna) die durch ihre Wühl- oder Fresstätigkeit eingebettete Kadaver zerstören oder beschädigen könnten. Aus diesen Gründen sowie aufgrund der Feinkörnigkeit des Sedimentes, durch die sehr filigrane Strukturen erhalten bleiben, bieten Faulschlämme ein exzellentes Milieu zur Überlieferung von Fossilien. Tatsächlich sind viele Schwarztonsteine für ihre spektakuläre Fossilerhaltung berühmt.

## Beispiele
Euxinische Bedingungen mit Faulschlammbildung existieren rezent unter anderem am Boden des Schwarzen Meeres und in tieferen Bereichen der Ostsee. Beispiele für bedeutende Vorkommen von Schwarzpeliten, d. h. fossilen Faulschlämmen, in Deutschland sind die devonischen Schwarzschiefer der deutschen Mittelgebirge (u. a. der Dachschiefer der Eifel) der lokal erzreiche Kupferschiefer des Oberperms von Mitteleuropa (Zechstein), und der für seine einzigartigen Fossilien bekannte Posidonienschiefer aus dem süddeutschen Unterjura. Auch der Ölschiefer aus dem Eozän der Grube Messel in der Nähe von Darmstadt ist ein Beispiel für einen fossil überlieferten Faulschlamm.

## Sapropelkohle

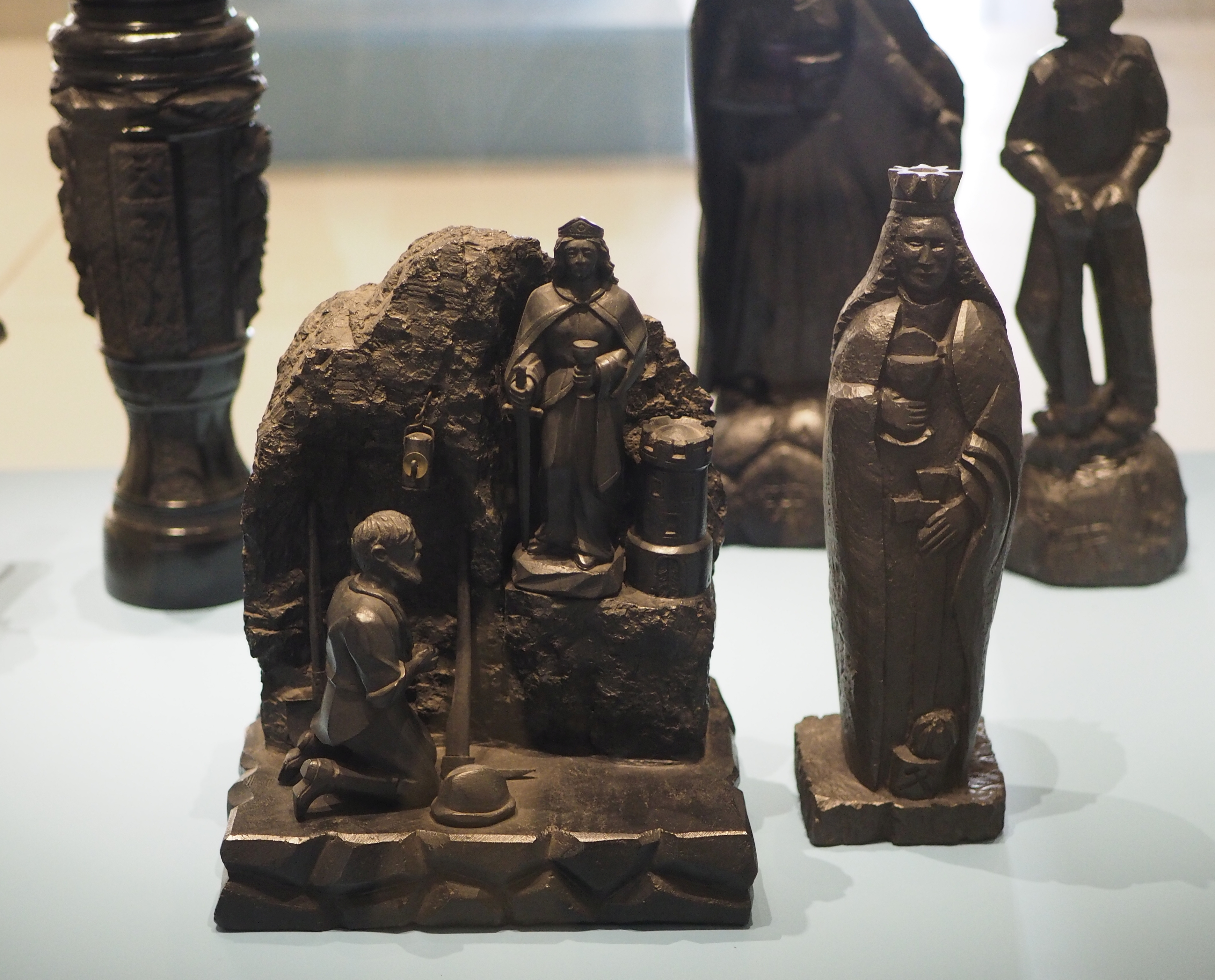
Kännelkohlefiguren: Kniender Bergmann mit Heiliger Barbara – Schlesisches Museum Görlitz

Wenn organisches Material weitgehend frei von mineralischer Substanz bleibt, wird es unter entsprechenden Bedingungen zu Kohle. Sapropel- bzw. Faulschlammkohle entsteht im Randbereich einer Humuskohle, wo die Bildungsbedingungen nicht mehr optimal sind und daher der Grad der Inkohlung gering ist. Aus diesem Grund sind die ursprünglichen Bestandteile gut zu erkennen. Besteht die Sapropelkohle aus Pflanzensporen, wird sie als Cannelkohle, auch Kannel- oder Kännelkohle (von engl.: candle = Kerze) bezeichnet, dominiert der Algenanteil, spricht man von Bogheadkohle. Ist sie sehr fein geschichtet und lässt sich in dünne Blätter ledriger Konsistenz spalten, spricht man auch von Blätterkohle, Papierkohle oder Dysodil. Durch ihre flüchtigen bituminösen Anteile ist Sapropelkohle leicht entzündlich und wird darum zu den Kaustobiolithen, den brennbaren organischen Sedimentgesteinen (Biolithen) gezählt.
Die weiche Sapropelkohle eignet sich zum Schnitzen von Figuren oder Knöpfen (wie im Migdale Hort), wobei traditionelle Schnitzereien meist bergbauliche Motive zeigen.